# Thomas Lehmann
Thomas Lehmann (* 7. März 1967 in Bröckel, Niedersachsen) ist ein deutscher Schauspieler.

## Leben
Thomas Lehmann machte eine Lehre zum Landwirt. Anschließend widmete er sich seiner Leidenschaft, der Schauspielerei. 1994 machte er seinen Abschluss (Diplom) an der Hochschule für Schauspielkunst „Ernst Busch“ in Berlin. Schon während des Studiums begann seine Zusammenarbeit mit dem amerikanischen Theaterregisseur Robert Wilson. Es folgte eine Reihe von Theaterproduktionen ("Doctor Faustus Lights The Lights" / Gertrude Stein, "The Meek Girl" / Dostojewski, "Saints And Singing" / Gertrude Stein, "Hamlet" / Shakespeare u. a.) am Hebbel-Theater (Berlin), Theatre Bobigny (Paris), Alice Tully Hall (New York) u. a.
Parallel zu seiner Theaterarbeit bekamen Film und Fernsehen eine immer stärkere Bedeutung. Es folgten zahlreiche Fernsehfilmproduktionen, Kurz- und Hochschulfilme sowie die Mitwirkung an einem Kinofilm.
Thomas Lehmann lebt in Berlin, ist ledig und hat zwei Kinder sowie fünf Geschwister.

## Filmografie (Auswahl)
- 1997: Alarm für Cobra 11 – Die Autobahnpolizei: Die verlorene Tochter
- 2008: Inga Lindström: Hochzeit in Hardingsholm
- 2009: Tatort – Wir sind die Guten
- 2011: Tatort – Tatort: Schwarze Tiger, weiße Löwen
- 2023: Der Zeuge